# Lista de cachoeiras do Ceará
Lista das cachoeiras do Ceará.
| Nome                   | Altura (metros) | Localização             |
| ---------------------- | --------------- | ----------------------- |
| Cachoeira do Boi Morto | ?               | Ubajara                 |
| Cachoeira do Frade     | ?               | Ubajara                 |
| Cachoeira do Chuvisco  | ?               | Palmácia                |
| Cachoeira das Lajes    | 15m             | Palmácia                |
| Cachoeira do Oratório  | ?               | Palmácia e Redenção     |
| Cachoeira do Cafundó   | ?               | Palmácia                |
| Cachoeira do Salto     | ?               | Palmácia                |
| Cachoeira do Perigo    | ?               | Baturité e Guaramiranga |
| Poço das Andorinhas    | ?               | Pacoti                  |
| Poço da Veada          | ?               | Guaramiranga            |
| Cachoeira Furada       | ?               | Pacoti                  |
| Paço Escuro            | ?               | Pacoti e Guaramiranga   |
| Cachoeira da Pirapora  | ?               | Viçosa do Ceará         |
| Bica do Ipu            | 130m            | Ipu                     |